# Maurice Ville
Maurice Gabriel Ville (Saint-Denis, 30 ottobre 1900 – Perpignan, 12 aprile 1982) è stato un ciclista su strada francese, fu professionista per breve tempo dal 1923 al 1928.
Vinse la Vuelta a Catalunya 1923 e fu secondo alla Parigi-Roubaix 1924 dietro il belga Jules Van Hevel. 
Nel 1924 prese parte al Tour de France ma si ritirò nel corso della terza, dopo essersi piazzato nelle due frazioni precedenti in entrambi casi al secondo posto, rispettivamente dietro l'italiano Ottavio Bottecchia e al belga Romain Bellenger.

## Palmarès
- 1920

Poitiers-Saumur-Poitiers
- 1922

Circuit d'Alencon
- 1923

2ª tappa Parigi-Saint Etienne
1ª tappa Vuelta a Catalunya
2ª tappa Vuelta a Catalunya
3ª tappa Vuelta a Catalunya
5ª tappa Vuelta a Catalunya
Classifica generale Vuelta a Catalunya
Circuit du Cantal
Criterium du Midi - Omloop van het Zuiden
- 1924

Tour du Vanclouse
- 1927

Parigi-L'Aigle
Bruxelles-Parigi
1ª tappa Vuelta a Catalunya
- 1928

Parigi-Contres

### Altri successi
- 1922

Criterium di Alençon

## Piazzamenti

### Grandi Giri
- Tour de France

1924: ritirato (3ª tappa)

### Classiche monumento
- Parigi-Roubaix

1924: 2º
1927: 7º